# Aleksandar Eksarh

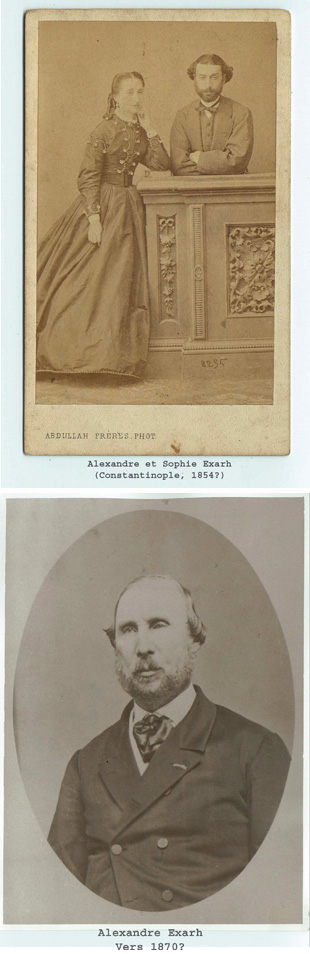
Deux portraits d'Aleksandãr Stoïlov (vers 1854 et 1870 ?)

Aleksandãr Stoïlov(ič) (dit « Haci Beyoğlu l'exarque », en bulgare : Александър Стойлович Хаджи Бойоглу [Бейоглу] Ексарх, parfois francisé en Alexandre Hadgi Beyoglou l'Exarque, Alexandre Exarch ou Aleksandr Eksarh) était un homme politique et journaliste bulgare du XIXe siècle.
Il fut l'un des acteurs les plus énergiques de la renaissance bulgare et de la création d'un exarchat bulgare indépendant du patriarcat grec (d'où son surnom) et ainsi l'un des pionniers de la Bulgarie indépendante. Son surnom turc de Haci Beyoğlu signifiait qu'il avait fait le pèlerinage des Lieux saints et qu'il était fils de boyard. Né à Eski Zağra (aujourd'hui Stara Zagora) il étudia tout d'abord à Bucarest, Budapest et Munich.

## Biographie
À partir de 1836, Aleksandãr Stoïlov étudia les mathématiques puis la médecine à Paris, grâce à une bourse accordée par le gouvernement ottoman. Pendant son séjour dans la capitale française, il noua des contacts étroits avec le monde politique. Il insista en particulier auprès de François Guizot, ministre de l'Instruction publique (1836-1837) puis ministre des Affaires étrangères (1840-1848), sur la nécessité d'aider les Bulgares les plus doués par des bourses afin qu'ils puissent se former en France. En 1841, il accompagna comme drogman l'économiste français Adolphe Blanqui, envoyé dans les Balkans par le gouvernement français afin d'étudier la situation après l'insurrection des Bulgares dans les régions de Niš et Pirot. Aleksandăr Eksarh fit parvenir à la « Sublime Porte » et aux grandes puissances européennes un mémoire défendant les intérêts de la nation bulgare.
De 1848 à 1862, Aleksandãr Eksarh édita à Constantinople le Tsarigradski vestnik (Journal de Constantinople), premier organe de presse bulgare qui put s'inscrire dans la longue durée. Le journal put paraître grâce à des fonds français, puis russes. De 1866 à 1878, Aleksandãr Eksarh travailla pour l'Ambassade ottomane à Paris. Après la libération de la Bulgarie en 1878, il fut l'un des candidats au trône.